# Guoletsjaure (Frostvikens socken, Jämtland, 718220-145133)
Guoletsjaure är en sjö i Strömsunds kommun i Jämtland och ingår i Ångermanälvens huvudavrinningsområde. Sjön har en area på 0,336 kvadratkilometer och ligger 725,8 meter över havet. Guoletsjaure ligger i Frostvikenfjällen Natura 2000-område.

## Delavrinningsområde
Guoletsjaure ingår i det delavrinningsområde (718195-145076) som SMHI kallar för Utloppet av Guoletsjaure. Medelhöjden är 795 meter över havet och ytan är 4,56 kvadratkilometer. Det finns inga avrinningsområden uppströms utan avrinningsområdet är högsta punkten. Vattendraget som avvattnar avrinningsområdet har biflödesordning 4, vilket innebär att vattnet flödar genom totalt 4 vattendrag innan det når havet efter 302 kilometer. Avrinningsområdet består mestadels av skog (42 procent) och kalfjäll (48 procent). Avrinningsområdet har 0,44 kvadratkilometer vattenytor vilket ger det en sjöprocent på 9,6 procent.